# Gustaw (serial animowany)
Gustaw (węg. Gusztáv, 1966–1977) – węgierski serial animowany dla dorosłych.
Każdy odcinek opowiada o perypetiach tytułowego Gustawa związanych z realizacją jego planów. W humorystyczny sposób zostaje ukazana szara rzeczywistość. Charakterystyczną cechą serialu jest to, iż każdy epizod stanowi zamkniętą całość do tego stopnia, że sytuacja bohatera jest różna w poszczególnych odcinkach: np. raz jest kawalerem, innym razem posiada liczną rodzinę.
W Polsce odcinki serialu były emitowane przez TVP w latach 80. i 90. XX w., zwykle jako wypełniacz czasu antenowego. Na Węgrzech niektóre odcinki zostały wydane na DVD.